# マスターモデラーズ
『マスターモデラーズ』は、かつて芸文社が発行していた模型雑誌で、主にミリタリー関係を主体とするプラモデルやジオラマや新製品の紹介記事を掲載していた。2001年11月に創刊。

## 概要
大判で情景模型の製作記事の紹介に力点を置いている。売られていない物をレジンキャストで製作したりその製作過程は普段見ることができない模型製作を生業とする“プロ”の仕事としての模型製作を垣間見る事ができる。誌名にも“マスター”とついているようにある程度の水準以上の読者を対象としており内容は他誌よりも深く掘り下げたものとなっている。第二次世界大戦期の作例が多い。時代考証等を含めて掲載される。
また不定期ではあるが“愛しのムービー・メカ”と題し、映画『戦略大作戦』に登場するT34改造タイガーⅠ戦車などのように、映画・テレビ用に改造された劇用車両の作例も掲載している。
2010年11月22日発行のVol.89号をもって休刊となった。